# Iglesia de San Miguel (Villalón de Campos)
La iglesia de San Miguel es un templo católico ubicado en la localidad de Villalón de Campos, provincia de Valladolid, Castilla y León, España. Fue declarada bien de interés cultural el 17 de diciembre de 2020, junto a la otra iglesia de la localidad, la iglesia de San Juan.

## Descripción
Se encuentra situada en la plaza mayor de Villalón, conformando un conjunto de gran interés monumental en el que destaca el famoso rollo de Villalón de Campos. Se trata de uno de los templos gótico mudéjar más interesantes de la provincia. Su origen se remonta a los siglos XIII y XIV, aunque su imagen actual es el fruto de varias fases constructivas que van desde inicios del siglo XIII hasta el XIX.
El acceso a la iglesia se realiza desde la plaza, por medio de una escalinata a través de un pórtico de columnas toscanas de época neoclásica, y por una portada lateral de finales del siglo XV de arco de medio punto, decorada con bolas y escamas.
El crucero se cubre con una cúpula apoyada sobre sencillas pilastras y coronada por esbelta linterna de cuerpo octogonal cerrado por cupulilla de gallones. La cabecera destaca por el ábside semicircular de líneas muy sencillas neoclásicas, dividido exteriormente en dos cuerpos por una poderosa cornisa. Al exterior destaca la gran torre gótica de cuatro cuerpos, los tres primeros realizados con cantería y el último, el de campanas, en ladrillo.
En el interior, a la primitiva construcción mudéjar de ladrillo de tres naves se añade en el siglo XVI una cuarta nave al lado de la Epístola. De este mismo siglo data el espléndido artesonado mudéjar que cubre una de las capillas de este lado. La separación de las naves se efectúa mediante gruesos pilares ochavados que soportan grandes arcos apuntados doblados que rematados en alfices acogen arcos de herradura apuntados, influjo del mudéjar toledano y andaluz.
La nave principal se cubre con bóvedas de cañón con lunetos y yeserías barrocas, mientras que las laterales y los brazos del crucero se cubren con bóvedas de crucería. Las bóvedas que cubren la nave principal datan de 1777 y fueron ejecutadas por Manuel Fernández Cabezas, y a estas mismas fechas correspondería la construcción de la cúpula ovalada de su crucero y el ábside neoclásico. A los pies se levanta el coro sobre arco rebajado que cubre una curiosa galería, el baptisterio, formado a base de arcos muy apuntados sustentados sobre ménsulas, todo ello de piedra.
Entre su patrimonio mueble, destacan las rejas de diseño gótico del primer cuarto del siglo XVI ubicadas en la nave del Evangelio de la primera capilla y en la capilla del brazo norte del crucero, el sepulcro del canónigo leonés Diego González del Barco, fallecido en 1536, obra de Juan de Juni y Virgen con el Niño, atribuida a Inocencio Berruguete.

## Mecenazgo
En 2025 la parroquia local recibió una herencia de más de un millón y medio de euros por parte de una vecina, destinada específicamente a la restauración de esta iglesia.